# The Principles of Pleasure
The Principles of Pleasure ist eine US-amerikanische Dokumentar-Fernsehserie, die von Niharika Desai für Netflix produziert wurde. Die Serie besteht aus drei Folgen, in denen gesellschaftliche Vorurteile und Mythen mittels neuer wissenschaftlicher Forschungen die Welt der weiblichen Lust aufgezeigt werden.

## Inhalte
In der Serie kommen verschiedene Frauen aller Altersklassen und Herkunftsbiografien zu Wort und erzählen von ihren persönlichen Erfahrungen zum Thema weibliche Lust und damit verbundene gesellschaftliche Strukturen. Es wird beispielsweise der Gender-Orgasm-Gap dargestellt, ein gesellschaftliches Phänomen, das sich auf die allgemeine Ungleichheit zwischen heterosexuellen Männern und Frauen in Bezug auf die sexuelle Befriedigung bezieht. Eine Studie der Internationalen Akademie für Sexualforschung zeigte, dass schwule und heterosexuelle Männer bei etwa 85 % ihrer sexuellen Aktivitäten zum Höhepunkt kommen. Frauen, die Sex mit Frauen haben, kommen in etwa 75 % der Fälle zum Orgasmus, während Frauen, die Sex mit Männern haben, mit 63 % angeben einen Orgasmus zu haben.
Die Serie hat den Fokus, mittels wissenschaftlicher Erkenntnissen aufzuzeigen, wie weit die Wissenschaft zum Thema sexueller Gleichberechtigung zurückliegt. Emily Nagoski, Sexualwissenschaftlerin und Autorin des Buches Come as You Are, erklärt in den ersten sechs Minuten der ersten Folge, dass die moderne Sexualwissenschaft immer noch nicht versteht, wie Lust überhaupt funktioniert: „Wir haben kein grundlegendes Verständnis für das System, an dem wir teilhaben wollen“. Dies bedeutet, dass Frauen, die weniger Lust verspüren als Männer, laut Weltgesundheitsorganisation eine geringere Lebensqualität haben und in Beziehungen nicht gleichberechtigt sind. Forschende haben einen Zusammenhang zwischen Gleichberechtigung, insbesondere im sexuellen Bereich und dem sexuellen Konsens, hergestellt und festgestellt, dass fehlende Gleichberechtigung bedeutet, dass Frauen eher zu ungewolltem Sex gezwungen werden können.
Die Psychologin Lori Brotto und die Sexualpsychophysiologin Nicole Prause zeigen auf, wie die Forschungsarbeit – einschließlich Prauses eigener –, die viele fehlende Informationen über weibliche Orgasmen, Ejakulation, Erregungs- und Funktionsstörungen aufdecken könnten, aber aufgrund des männlichen Unbehagens in der wissenschaftlichen Gemeinschaft abgelehnt werden.

## Rezensionen
Das Magazin Elle schreibt: „Principles of Pleasure will mit diesen Irrtümern aufräumen, indem die Doku klare Fakten verständlich aufbereitet, zum Beispiel zur Anatomie des weiblichen Körpers, der Vagina und Vulva samt Klitoris. Aber auch, was in unserem Gehirn passiert, wenn wir erregt sind, wird in einer ganzen Folge der Serie erklärt. Darin lernen wir, dass das Gehirn die Schaltzentrale unserer Lust ist. Die Verbindung von Körper und Geist ist für sexuelles Vergnügen von entscheidender Bedeutung.“

## Episodenliste
| Nr. | Deutscher Titel    | Originaltitel     | Regie         | Drehbuch    |
| --- | ------------------ | ----------------- | ------------- | ----------- |
| 1   | Unsere Körper      | Our Bodies        | Niharika Desa | Sindha Agha |
| 2   | Unsere Psyche      | Our Minds         | Niharika Desa | Sindha Agha |
| 3   | Unsere Beziehungen | Our Relationships | Niharika Desa | Sindha Agha |